# São Tomé e Príncipe nos Jogos Olímpicos de Verão de 2004
São Tomé e Príncipe competiu nos Jogos Olímpicos de Verão de 2004, em Atenas, na Grécia.

## Desempenho

### Atletismo
Masculino
| Atletas             | Evento | Preliminar | Preliminar | Quartas     | Quartas     | Semifinal   | Semifinal   | Final       | Final       |
| Atletas             | Evento | Marca      | Posição    | Marca       | Posição     | Marca       | Posição     | Marca       | Posição     |
| ------------------- | ------ | ---------- | ---------- | ----------- | ----------- | ----------- | ----------- | ----------- | ----------- |
| Yazaldes Nascimento | 100 m  | 11s00      | 67º        | Não avançou | Não avançou | Não avançou | Não avançou | Não avançou | Não avançou |

Feminino
Fumilay Fonseca participou da 20 km a marcha atlética, ela foi 52ª com um recorde pessoal de 2:04:54.